# Miro à flancs noirs
Poecilodryas hypoleuca
Espèce
Statut de conservation UICN

 LC  : Préoccupation mineure
Le Miro à flancs noirs (Poecilodryas hypoleuca) est une espèce de passereaux de la famille des Petroicidae.

## Répartition
Il vit en Nouvelle-Guinée.

## Habitat
Il habite les forêts humides tropicales et subtropicales de basse altitudes.

## Sous-espèces
D'après Alan P. Peterson, il existe 3 sous-espèces :
- Poecilodryas hypoleuca hermani Madarasz 1894
- Poecilodryas hypoleuca hypoleuca (Gray,GR) 1859
- Poecilodryas hypoleuca steini Stresemann & Paludan 1932